# C/1961 O1 (Wilson-Hubbard)
C/1961 O1 (Wilson-Hubbard) ist ein Komet, der im Jahr 1961 mit dem bloßen Auge gesehen werden konnte. Er wird von einigen zu den „Großen Kometen“ gezählt.

## Entdeckung und Beobachtung
Der Komet war noch unbeobachtet am 16. Juli 1961 von etwa 10:00 Uhr bis 13:40 Uhr UT von der Erde aus gesehen hinter der Sonne durchgegangen, hatte sich etwas von der Sonne entfernt, dann seine scheinbare Bewegung umgekehrt und war am 18. Juli von etwa 5:52 Uhr bis 8:55 Uhr UT vor der Sonne vorübergegangen. Etwa fünf Tage später entdeckte ihn der Navigator A. Stewart Wilson am Morgen des 23. Juli (Ortszeit) von Bord eines Verkehrsflugzeugs vom Typ Boeing 707 auf dem Flug von Honolulu nach Portland (Oregon) aus 8800 m Höhe über dem Pazifik. Er erkannte einen schwachen vertikalen Lichtstreif am Horizont und verglich sein Aussehen mit einem fernen Suchscheinwerfer, während seine Kollegen im Cockpit es für ein Polarlicht hielten. Wilson beobachtete es weiter mit einem Fernglas und erkannte es schließlich als einen Kometen. Er schätzte seine Helligkeit auf 3,5 mag. Nach der Ankunft in Seattle telegraphierte er seine Entdeckung an die Harvard University. Etwa einen Tag später entdeckte William B. Hubbard, ein Student am McDonald-Observatorium in Texas den Kometenschweif, als er gerade den künstlichen Satelliten Echo 1 am Osthimmel beobachtete. Er schätzte die Helligkeit zu 3 mag.
Die erste Person, die vermutlich den Kometen gesehen hatte, war jedoch Anna Ras, eine Stewardess, die den Kometenschweif in einer Länge von 15° bereits während eines Fluges über Libyen vor Sonnenaufgang am 23. Juli (Ortszeit) und damit etwa 9 Stunden vor Wilson bemerkt hatte. Sie meldete ihre Beobachtung nach der Ankunft in Johannesburg an die dortige Sternwarte.
Auch einen Tag später gab es noch zahlreiche unabhängige Entdeckungen, eine in Spanien vom Erdboden aus und drei weitere durch die Piloten von Verkehrsflugzeugen über den Vereinigten Staaten. Zur gleichen Zeit wurde die Entdeckung auch von Astronomen bestätigt, darunter Kōichirō Tomita und George Van Biesbroeck. Die Nachricht über den Kometen verbreitete sich rasch wegen der zahlreichen Entdeckungen.
Im restlichen Verlauf des Juli wurde der Komet intensiv beobachtet. Um den 25. Juli wurde von mehreren Beobachtern außer dem bis zu 25° langen Schweif des Kometen auch ein etwa 2–3° langer Gegenschweif beschrieben. Die Beobachter erwähnten insbesondere den auffällig kleinen Kopf des Kometen. Die Helligkeit des Kometen nahm rasch wieder ab und lag Ende des Monats nur noch bei 4–5 mag. In den ersten Augusttagen konnte er letztmals mit bloßem Auge gesehen werden und bis Mitte August war der Schweif fast verschwunden und die Helligkeit des Kometen auf nur noch 11–12 mag gesunken.
Der Komet konnte nur noch wenige Male im September und Oktober fotografisch erfasst werden. Die letzte Beobachtung erfolgte schließlich am 9. November 1961 durch Tomita in Tokio bei einer Helligkeit von 19 mag.
Der Komet erreichte eine maximale Helligkeit von 3 mag.

## Wissenschaftliche Auswertung
In der letzten Juliwoche erfolgten spektrographische Beobachtungen des Kometen am Observatoire de Haute-Provence und am Portage Lake-Observatorium in Michigan. Die Spektrogramme zeigten kometentypische Emissionslinien von CN, C2 und NH2 (aber kein CH oder C3), sowie starke Natrium-D-Linien.
Am Clark Lake Radio Observatory in Kalifornien wurden vom 24. Juli bis 12. August 1961 Messungen der Radiostrahlung des Kometen im Dekameterbereich unternommen. Es konnte keine solche Strahlung nachgewiesen werden.
Nach einer ersten vorläufigen Bahnbestimmung durch Michael Philip Candy 1961 hatte Richard L. Branham, Jr. 1968 in einer Untersuchung Elemente einer elliptischen Umlaufbahn für den Kometen aus 38 Beobachtungen über einen Zeitraum von 107 Tagen abgeleitet. Diese Bahnelemente benutzten Brian Marsden, Zdenek Sekanina und Edgar Everhart 1978 für Berechnungen des ursprünglichen und zukünftigen Werts der Großen Halbachse der Bahn. Nach ihrer Berechnung bewegte er sich lange vor seiner Passage des inneren Sonnensystems auf einer elliptischen Bahn mit einer Großen Halbachse von etwa 450 AE. Für seine zukünftige Bahn ergab sich eine Große Halbachse von etwa 270 AE.
Siebzehn Jahre nach seinen Bahnberechnungen zeigte sich Branham unzufrieden mit seinen früheren Berechnungen, da sie auf inzwischen veralteten mathematischen Verfahren beruhten und die verschiedenen Ursachen für Bahnstörungen nur teilweise berücksichtigten. Daher wiederholte er seine Untersuchung noch einmal unter Einbeziehung von 84 Beobachtungen über einen Zeitraum von 107 Tagen sowie unter Berücksichtigung des gravitativen Einflusses aller Planeten und der relativistischen Effekte beim nahen Vorbeiflug des Kometen an der Sonne. Diese neu ermittelten Bahnelemente unterscheiden sich numerisch nur geringfügig von den zuvor ermittelten, die Differenzen haben allerdings deutliche Auswirkungen auf die Extrapolation der Bahn des Kometen weit in die Vergangenheit bzw. in die Zukunft. Daher führten Everhart und Marsden mit den neuen Bahnelementen und mit modernen Verfahren ebenfalls neue Berechnungen des ursprünglichen und zukünftigen Werts der Großen Halbachse der Bahn durch, für die sie nun Werte von etwa 1260 bzw. 444 AE erhielten.

## Umlaufbahn
Für den Kometen konnte aus 8 Beobachtungsdaten über einen Zeitraum von 36 Tagen eine unsichere elliptische Umlaufbahn bestimmt werden, die um rund 24° gegen die Ekliptik geneigt ist. Im sonnennächsten Punkt der Bahn (Perihel), den der Komet am 17. Juli 1961 durchlaufen hat, befand er sich mit etwa 6,0 Mio. km Sonnenabstand nur etwa 7,6 Sonnenradien über deren Oberfläche. Am 22. Juli ging er im Abstand von etwa 27,6 Mio. km am Merkur und am 30. Juli im Abstand von etwa 56,5 Mio. km an der Venus vorbei. Am 14. August erreichte er mit etwa 118,3 Mio. km (0,79 AE) die größte Annäherung an die Erde.
Nach den neueren Bahnelementen von Branham, die keine nicht-gravitativen Kräfte auf den Kometen berücksichtigen, hatte seine Bahn lange vor seiner Passage des inneren Sonnensystems noch eine Exzentrizität von etwa 0,999967 und eine Große Halbachse von etwa 1270 AE, so dass seine Umlaufzeit bei etwa 45.000 Jahren lag. Durch die Anziehungskraft der Planeten, insbesondere durch einen relativ nahen Vorbeigang am Jupiter im August 1962 in etwa 4 ½ AE Abstand, wurde die Bahnexzentrizität auf etwa 0,999913 und die Große Halbachse auf etwa 443 AE verringert, so dass sich seine Umlaufzeit auf etwa 9300 Jahre verkürzt. In Anbetracht der relativ unsicheren Bahnparameter sind alle angegebenen Daten nur als ungefähre Werte zu betrachten.